# 富陽悼公主
富阳公主（?—?），中国南北朝梁朝公主，梁武帝萧衍之女，生母不详。
富阳公主嫁给了张弘策的儿子张缵，张缵历任中书侍郎、湘州刺史，爱好藏书。其女张氏嫁给了梁明帝蕭巋，另一女张娥英为梁始兴王妃，子张希、张轲，张希尚梁简文帝第九女海盐公主。

## 传记资料
- 《梁书·列传第二十八》